# FBK Jičín
FBK Jičín (dříve podle sponzorů také Finance Novák FBK Jičín a KM automatik FBK Jičín) je jičínský florbalový klub založený v roce 2001.
Ženský tým hraje od sezóny 2023/2024 třetí nejvyšší soutěž, 2. ligu. Mezi lety 2014 a 2023 hrál devět sezón Extraligu. Největším úspěchem týmu je účast ve čtvrtfinále nejvyšší soutěže ve třech ročnících 2016/2017 až 2018/2019. V sezóně 2004/2005 se ženy probojovali i do čtvrtfinále Poháru.
Mužský tým hraje od sezóny 2025/2026 pátou nejvyšší soutěž, Regionální ligu mužů. V ročnících 2019/2020 až 2021/2022, 2023/2024 a 2024/2025 hrál o úroveň výše – Divizi.

## Ženský tým

### Sezóny
| Sezóna                                | Úroveň | Soutěž             | Umístění | Poznámka |
| ------------------------------------- | ------ | ------------------ | -------- | --- |
| 2004/2005                             | 2      | 2. liga            |          | Postup do vyšší ligy |
| 2005/2006                             | 1      | 1. liga            | 12.      | 4. místo ve skupině o udržení – Sestup do nižší ligy                                                                     |
| 2006/2007                             | 2      | 1. liga – Divize I |          | [ 10 ] |
| 2007/2008                             | 2      | 1. liga – Divize I |          | [ 11 ] [ 12 ] |
| 2008/2009                             | 2      | 1. liga – Divize I |          | Tým mohl postoupit do Extraligy, ale nepodal přihlášku                                                                   |
| 2009/2010                             | 2      | 1. liga – Divize I |          | [ 15 ] |
| 2010/2011                             | 2      | 1. liga – Divize I |          | [ 16 ] |
| 2011/2012                             | 2      | 1. liga – Divize I | 3.       | 3. místo v baráži o postup do Extraligy – Možnost postupu po odhlášení FBC Remedicum Ostrava – Tým ale nepodal přihlášku |
| 2012/2013                             | 2      | 1. liga – Divize I | 3.       | 2. místo v baráži o postup do Extraligy                                                                                  |
| 2013/2014                             | 2      | 1. liga – Divize I | 1.       | Vítězství ve finále play-off proti Bulldogs Brno – Postup do vyšší ligy                                                  |
| 2014/2015                             | 1      | Extraliga          | 10.      | Výhra v 1. kole play-down proti Tatran Omlux Střešovice                                                                  |
| 2015/2016                             | 1      | Extraliga          | 10.      | Výhra v 1. kole play-down proti Tatran Omlux Střešovice                                                                  |
| 2016/2017                             | 1      | Extraliga          | 8.       | Vypadnutí ve čtvrtfinále play-off proti 1. SC TEMPISH Vítkovice                                                          |
| 2017/2018                             | 1      | Extraliga          | 7.       | Vypadnutí ve čtvrtfinále play-off proti FAT PIPE Florbal Chodov                                                          |
| 2018/2019                             | 1      | Extraliga          | 7.       | Vypadnutí ve čtvrtfinále play-off proti Ivanti Tigers Jižní Město                                                        |
| 2019/2020                             | 1      | Extraliga          | 11.      | Sezóna ukončena za stavu 1:1 na zápasy v 1. kole play-down proti FBS Olomouc                                             |
| 2020/2021                             | 1      | Extraliga          | 10.      | Play-down zrušeno, protože sezóna 1. ligy nebyla dohrána                                                                 |
| 2021/2022                             | 1      | Extraliga          | 9.       | Výhra v 1. kole play-down proti Bulldogs Brno                                                                            |
| 2022/2023                             | 1      | Extraliga          | 9.       | Výhra v 1. kole play-down proti MITEL Florbalová akademie MB – V další sezóně se tým přihlásil do 2. ligy                |
| Od sezóny 2023/2024 hraje tým 2. ligu |        |                    |          | |

### Známé hráčky
- Karolína Erbanová (2018–2021)
- Anet Jarolímová (2018–2019)

### Známí trenéři
- Jaroslav Marks